# 人類冠狀病毒229E
人類冠狀病毒229E（Human coronavirus 229E、HCoV-229E）是甲型冠狀病毒屬的一種病毒，於1966年被發現，是已知七種能感染人類的冠狀病毒中第一個被發現者。229E病毒與同屬的人類冠狀病毒NL63以及乙型冠狀病毒屬的人類冠狀病毒OC43和人類冠狀病毒HKU1同為能感染人類上呼吸道、造成普通感冒的四種冠狀病毒。此病毒以丙氨酸氨肽酶（AP-N）為受體感染人類細胞。蝙蝠、羊駝與單峰駱駝體內均有發現與此病毒高度相似的病毒。

## 發現
1965年，英國研究人員發表了一新種感冒病毒，稱其為B814株系，是最早發現感染人類的冠狀病毒，但此株系已佚失，不清楚其是否與現在已知的冠狀病毒有關。1966年又有研究人員從呼吸道感染的病人樣本中分離了一病毒，將其命名為229E，其外型與B814非常相似。隨後又有多種相似的株系被相繼發表。

## 基因組
人類冠狀病毒229E為正单链RNA病毒，具有外膜，其基因組長約27000nt。除冠狀病毒皆有的複製酶（1a/1b）和刺突蛋白（S）、膜蛋白（M）、外膜蛋白（E）與衣殼蛋白（N）等四種結構蛋白外，此病毒在刺突蛋白與外膜蛋白的基因之間尚有一開放閱讀框ORF4，過去認為其分為兩個開放閱讀框ORF4a與ORF4b，但2006年有研究指出臨床的229E病毒檢體含有一個完整的ORF4，編碼一由219個胺基酸組成的輔助蛋白，且與人類冠狀病毒NL63和豬流行性腹瀉病毒（PEDV）的ORF3（亦位於刺突蛋白與外膜蛋白的基因之間）同源，原本分為ORF4a和4b的基因組是實驗室病毒株發生的突變。

## 演化
2007年，有一新型冠狀病毒從美國圈養的羊駝體內被分離，即羊駝冠狀病毒（Alpaca Coronavirus、ACoV），其序列與229E病毒的相似度高達92.2%，並可能曾與229E病毒發生重組。2009年有研究顯示人類冠狀病毒229E可能是從非洲的蹄蝠屬蝙蝠中的冠狀病毒演化而來，兩者可能在距今約200多年前由共同祖先分支。2015年蹄蝠屬蝙蝠中又有許多和229E親緣關係接近的病毒被發現，與人類229E病毒和羊駝冠狀病毒相較之下，這些蝙蝠病毒的刺突蛋白序列較長，其中與人類229E病毒關係較接近者，多出的序列長度亦較短；此外這些蝙蝠病毒與羊駝冠狀病毒在衣殼蛋白基因的下游尚有一編碼輔助蛋白的開放閱讀框ORF8（在羊駝病毒中或稱為ORFX），人類229E病毒雖無此開放閱讀框，但此區的序列與其相似，可能是演化過程中丟失了此一開放閱讀框。
2016年，研究人員又在沙烏地阿拉伯與肯亞的單峰駱駝體內發現了一些與229E病毒關係接近的冠狀病毒，這些病毒和229E病毒的關係可能比上述的蝙蝠病毒更接近，與229E病毒一樣不具有蝙蝠病毒在刺突蛋白多餘的序列，但大多具有ORF8，惟肯亞駱駝體內有病毒的ORF8也發生了部分序列缺失。2017年肯亞的蹄蝠屬蝙蝠採樣中發現了BtKY229E-1、BtKY229E-8等與229E病毒關係接近的病毒，皆具有ORF8，通稱229E樣蝙蝠冠狀病毒。這些研究顯示人類229E病毒可能起源於蝙蝠中的類似病毒，但不一定是直接由蝙蝠傳給人類，而可能是以駱駝等其他動物為中間宿主傳播。

## 感染
人類冠狀病毒229E感染人類的呼吸道，潛伏期為2–5天，通常只造成輕微的症狀，包括身體不適、頭痛、流鼻水與喉嚨痛等，約有10%–20%的感染者會有發燒與咳嗽，與其他呼吸道病毒感染造成的症狀相似，但在免疫缺陷的病人中可能造成較嚴重的肺炎。另外有研究指此病毒與川崎氏症有關。
229E病毒可能與其他呼吸道病毒（包括人類冠狀病毒OC43、甲型流感病毒、人類呼吸道合胞病毒與人類偏肺病毒）同時造成感染。